# Ernst Blomberg
För tandläkaren med samma namn, se Ernst Blomberg (1885–1954)

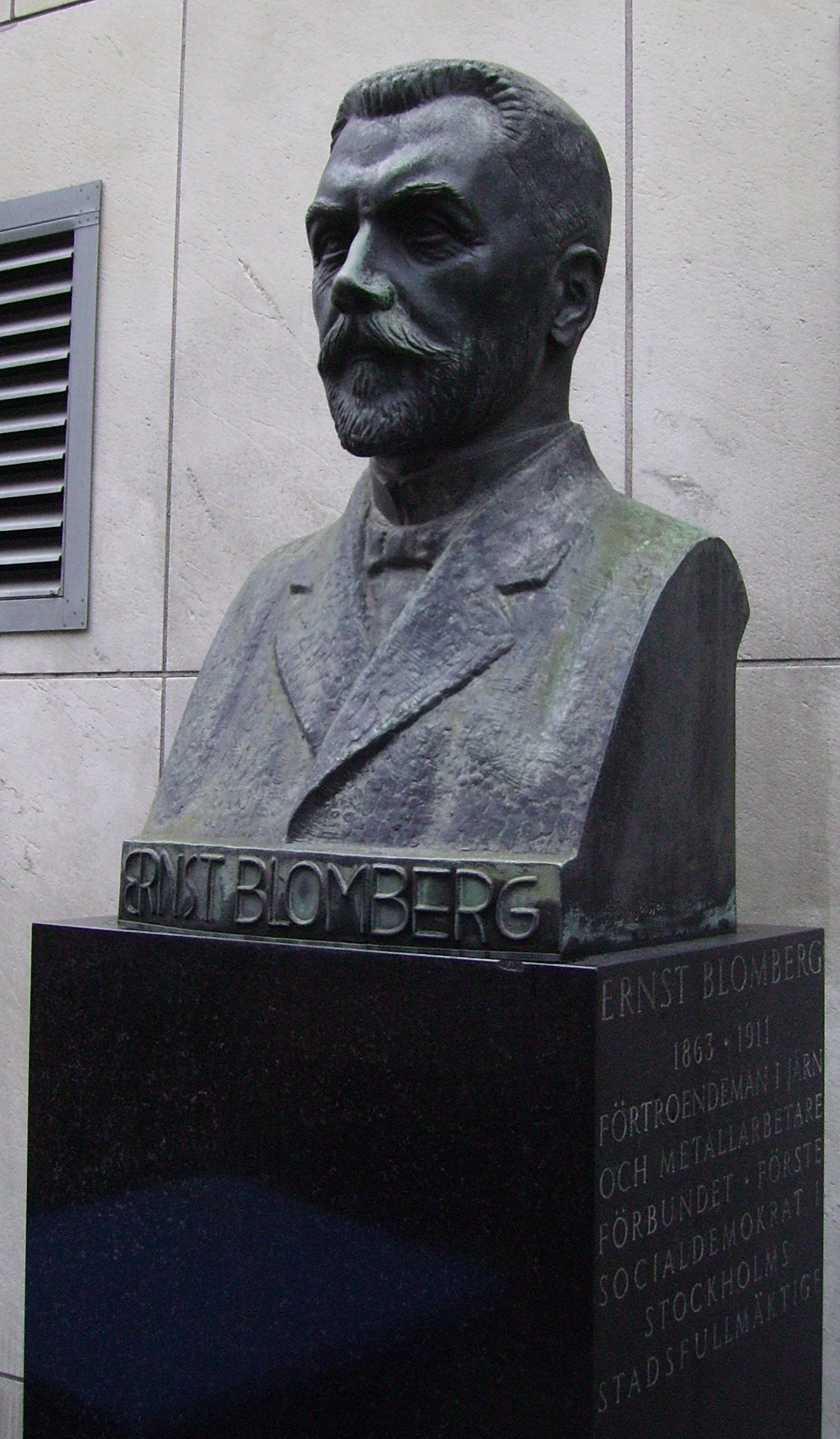
Byst av Ernst Blomberg utförd av Anders Jönsson 1956. Texten på sockeln lyder: "Förtroendeman i Järn och metallarbetareförbundet. Första socialdemokrat i Stockholms stadsfullmäktige".

Ernst Fredrik Wilhelm Blomberg (i riksdagen kallad Blomberg i Stockholm), född den 4 januari 1863 i Stockholm, död den 24 mars 1911 i Stockholm var en svensk facklig förtroendeman och riksdagspolitiker.

## Biografi
Efter folkskolan började Blomberg sin yrkesbana som kopparslagarelärling. Han blev tidigt fackligt engagerad, och då Stockholms kopparslagare 1885 bildade fackförening blev Blomberg dess förste ordförande. 1891 anslöt sig denna förening till det 1888 bildade Järn- och metallarbetareförbundet vari Blomberg 1893 blev korresponderande sekreterare och året därpå förtroendeman (från förbundets stämma 1896 heltidsavlönad sådan).
Trots att Blomberg själv var socialdemokrat var han motståndare till en formell koppling mellan parti och fack samt därav följande tvångsanslutning. Som fackföreningsman var han också mån om att facket skulle verka inte bara som en kamp- utan även en understödsorganisation.
Som politiker blev Blomberg den förste socialdemokraten i Stockholms stadsfullmäktige. Senare invaldes han – i fyllnadsvalet efter Adolf Hedin 1905 – som ledamot av riksdagens andra kammare där han 1906–1910 representerade sitt parti i Stockholms stads tredje valkrets. Sistnämnda år överflyttade han till första kammaren som representant för Gävleborgs läns valkrets.
Blombergs bänkgranne i riksdagen, litteraturprofessorn Karl Warburg, skrev om denne följande:
| ” | Han var raka motsatsen till en vältalare af agitatorstypen, hans uppträdande var snarast en smula säfligt, han begagnande icke gärna fraser och han läste stundom upp sina anföranden från papperet. [---] Hvad som överraskade mig hos Ernst Blomberg, utom hans lugna, kloka, allvarliga sätt att döma, var den bildning och beläsenhet, hvarom hans samtal buro vittne, och det äfven på områden, som icke föllo egentligen inom hans närmaste intressen, till exempel det skönlitterära. | „ |

Ernst Blomberg var även engagerad i Centralförbundet för Socialt Arbete.
Vid sitt frånfälle hade Blomberg redan i många år plågats av tuberkulos och tillbragt längre perioder på sanatorium. De akuta dödsorsakerna uppgavs dock vara en kombination av influensa, reumatisk feber och lunginflammation. Hans likfärd den 2 april 1911 till Nya kyrkogården i Stockholm följdes av stora människoskaror. Vid graven talade bland annat Hjalmar Branting.